# کلاژن ۶
کلاژن ۶ (انگلیسی: Collagen VI) نوعی کلاژن است که با ماتریکس برون‌یاخته‌ای در ماهیچه اسکلتی مرتبط است و از سه زنجیرهٔ آلفا تشکیل شده‌است.
این کلاژن با ژن‌های  COL6A1 ،  COL6A2 ،  COL6A3  و  COL6A5  در ارتباط است.
نقص در این نوع کلاژن را، با بروز بیماری‌های میوپاتی بث‌لم و دیستروفی عضلانی مادرزادی اولریش مرتبط دانسته‌اند.